# 해남 내동리 밭섬고분군
해남 내동리 밭섬고분군(海南 內東里 밭섬古墳群)은 대한민국 전라남도 해남군 북일면에 있는 고분군이다. 2001년 9월 27일 전라남도의 문화재자료 제234호로 지정되었다.

## 개요
북일면 소재지에서 내동리로 가는 도로를 따라 해안가에 도달한 다음 해안가에서 북동쪽으로 방조제를 따라 조금만 가면 외도가 나온다. 외도는 그리 높지 않은 섬으로 섬의 정상부가 동쪽에 치우쳐 있어 외해쪽에 연한 동쪽은 급경사를 이루고 있고 내해쪽인 남서쪽은 완경사를 이루고 있는데 고분은 정상부의 경관이 가장 좋은 지점에 나란히 자리잡고 있다.
바다쪽에 연한 섬의 정상부(해발 22.5m)에 북서―남동방향으로 분포되어 있다. 바다쪽에 가까운 동쪽은 섬이 무너지면서 분구의 일부도 유실되었다.
1호분은 섬 정상부의 남쪽에 있는 고분인데 분구의 북동쪽은 섬이 무너져 내리면서 분구도 유실되었다. 분구의 남서쪽에는 민묘의 사성 흔적이 남아있는데 민묘는 이장되었다. 분정에는 석관묘가 노출되어 있는데 장축방향은 동―서이며 크기는 길이 약 200cm, 너비 60cm, 깊이 60cm 이상이다. 분구의 평면형태는 원형이며 규모는 직경 20m, 높이 1.5m 정도이다. 분구 끝자락에는 주구의 흔적이 남아있는데 너비 4m 정도이다.
2호분은 1호분에서 10m 정도 떨어져 있는데 역시 분정에 석곽이 노출되어 있고 북동쪽은 섬이 무너져내리면서 분구도 유실되었다. 분정에 노출된 석관묘의 장축방향은 동―서이며 크기는 길이 180cm 이상, 너비 50cm, 깊이 20cm 이상이다. 분구의 평면형태는 원형이며 규모는 직경 15m, 높이 1.5m이다. 분구의 주변에 약하게나마 주구의 흔적이 확인되는데 너비 3m 정도이다.

## 참고 자료
- 해남 내동리 밭섬고분군 - 국가유산청 국가유산포털